# Liste der Bodendenkmale in Nieblum
In der Liste der Bodendenkmale in Nieblum sind die Bodendenkmale der Gemeinde Nieblum nach dem Stand der Bodendenkmalliste des Archäologischen Landesamts Schleswig-Holstein von 2016 aufgelistet. Die Baudenkmale sind in der Liste der Kulturdenkmale in Nieblum aufgeführt.
| Denkmal-ID           | Befundart           | Bezeichnung                                      | Zeitstellung                            | Lage | Bemerkungen | Bild |
| -------------------- | ------------------- | ------------------------------------------------ | --------------------------------------- | ---- | ----------- | ---- |
| aKD-ALSH-Nr. 001 457 | Grabmal > Grabhügel | Grabhügel                                        | Vor- und/oder Frühgeschichte            |      |             |      |
| aKD-ALSH-Nr. 001 458 | Grabmal > Grabhügel | Grabhügel                                        | Vor- und/oder Frühgeschichte            |      |             |      |
| aKD-ALSH-Nr. 001 459 | Grabmal > Grabhügel | Grabhügel                                        | Vor- und/oder Frühgeschichte            |      |             |      |
| aKD-ALSH-Nr. 001 460 | Befestigung > Wall  | Landwehr/Wall/Schanze/Panzergraben „Langer Waal“ | Frühgeschichte, Neuzeit, Zeitgeschichte |      |             |      |
| aKD-ALSH-Nr. 001 461 | Grabmal > Grabhügel | Grabhügel                                        | Vor- und/oder Frühgeschichte            |      |             |      |
| aKD-ALSH-Nr. 001 462 | Grabmal > Grabhügel | Grabhügel                                        | Vor- und/oder Frühgeschichte            |      |             |      |
| aKD-ALSH-Nr. 001 463 | Grabmal > Grabhügel | Grabhügel                                        | Vor- und/oder Frühgeschichte            |      |             |      |
| aKD-ALSH-Nr. 001 464 | Grabmal > Grabhügel | Grabhügel                                        | Vor- und/oder Frühgeschichte            |      |             |      |
| aKD-ALSH-Nr. 001 465 | Grabmal > Grabhügel | Grabhügel                                        | Vor- und/oder Frühgeschichte            |      |             |      |